# Мохово (гмина)
Мохово (пол. Mochowo) — сельская гмина (волость) в Польше, входит как административная единица в Серпецкий повет, Мазовецкое воеводство. Население — 6309 человек (на 2004 год).

## Демография
| Перепись                       | Всего   | Всего | Женщины | Женщины | Мужчины | Мужчины |
| ------------------------------ | ------- | ----- | ------- | ------- | ------- | ------- |
| Единицы                        | человек | %     | человек | %       | человек | %       |
| Население                      | 6309    | 100   | 3178    | 50,4    | 3131    | 49,6    |
| Плотность населения (чел./км²) | 43,9    | 43,9  | 22,1    | 22,1    | 21,8    | 21,8    |

## Сельские округа
1. Адамово
2. Бендожин
3. Божево
4. Божево-Нове
5. Цеслин
6. Добачево
7. Добженице-Мале
8. Флёренцья
9. Гозды
10. Грабувец
11. Гродня
12. Капусники
13. Кокощын
14. Лигово
15. Лигувко
16. Лисице-Нове
17. Лукошин
18. Лукошино-Бики
19. Маляново-Нове
20. Маляново-Старе
21. Малянувко
22. Мохово
23. Мохово-Добженице
24. Мохово-Парцеле
25. Мышки
26. Жабики
27. Обремб
28. Осек
29. Роматово
30. Рокице
31. Сульково-Баряны
32. Сульково-Жечне
33. Снехы
34. Залшин
35. Згленице-Буды
36. Згленице-Дуже
37. Згленице-Мале
38. Жултово
39. Жуки
40. Журавин
41. Журавинек

## Соседние гмины
1. Гмина Брудзень-Дужи
2. Гмина Гоздово
3. Гмина Серпц
4. Гмина Скемпе
5. Гмина Тлухово